# Lemna
Genre
Classification phylogénétique
Synonymes
- Hydrophace, Haller, 1768
- Lenticula, L. 1753
- Lenticularia, Ség., 1754

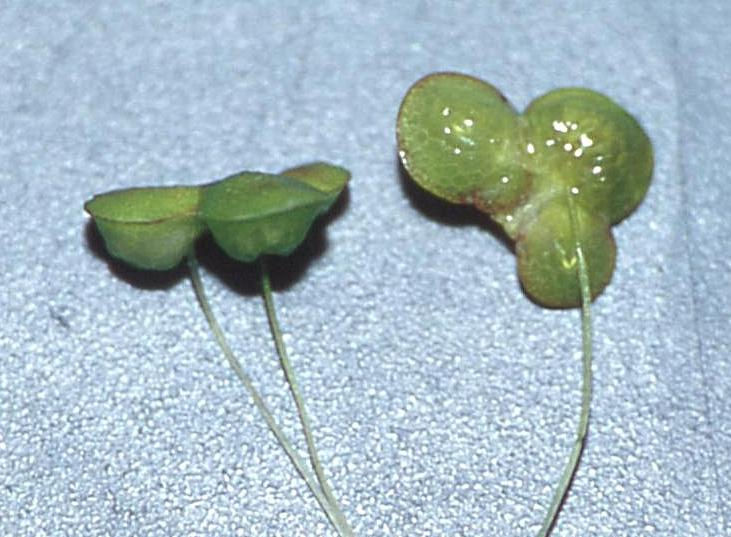
Lemna gibba

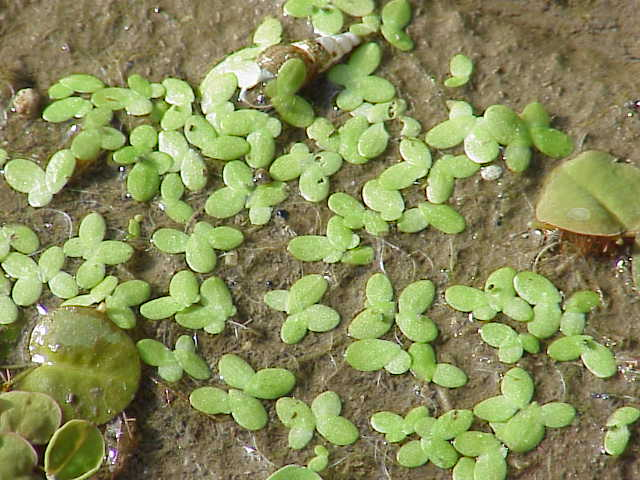
Lemna minor

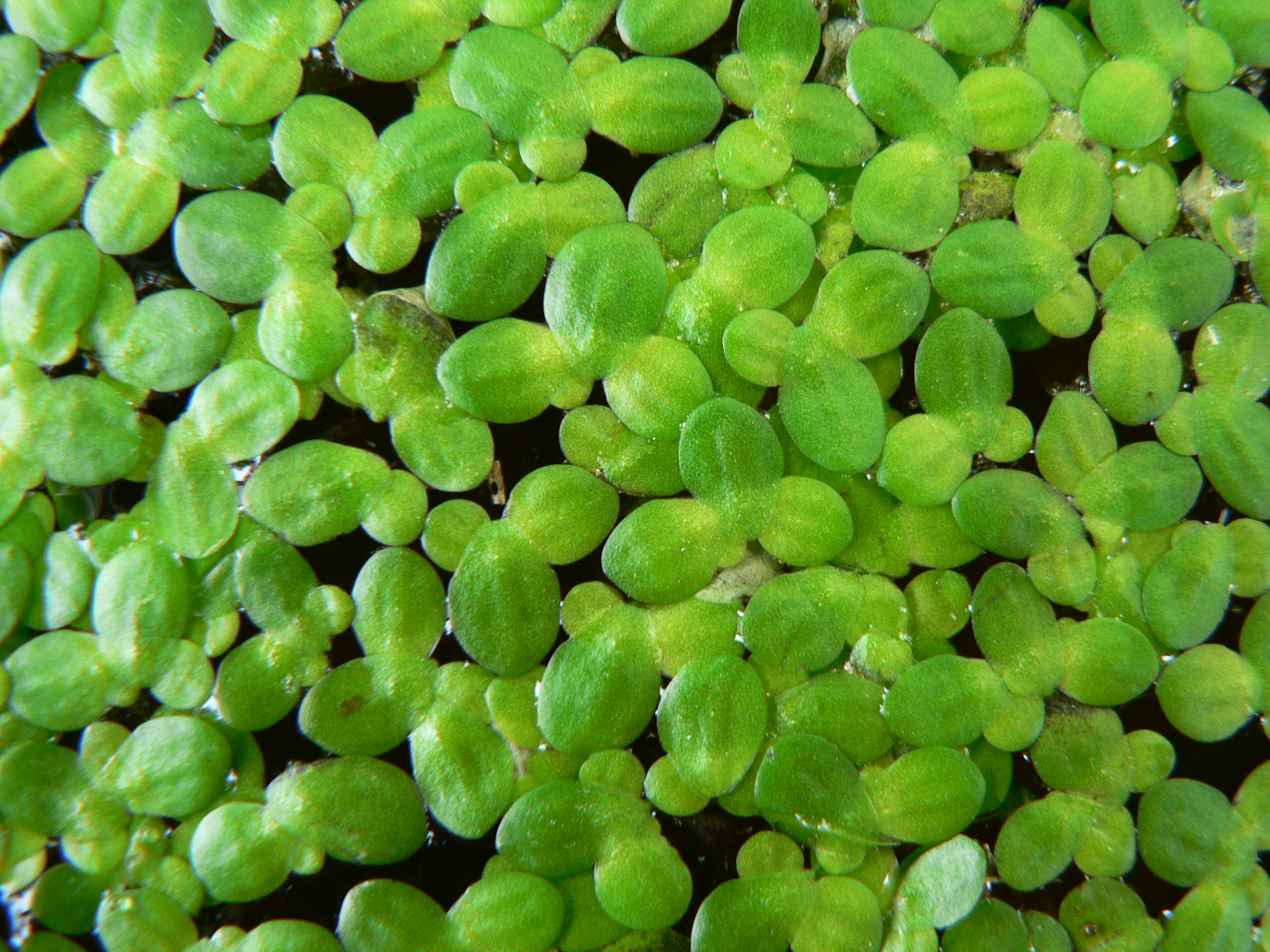
Lemna minor

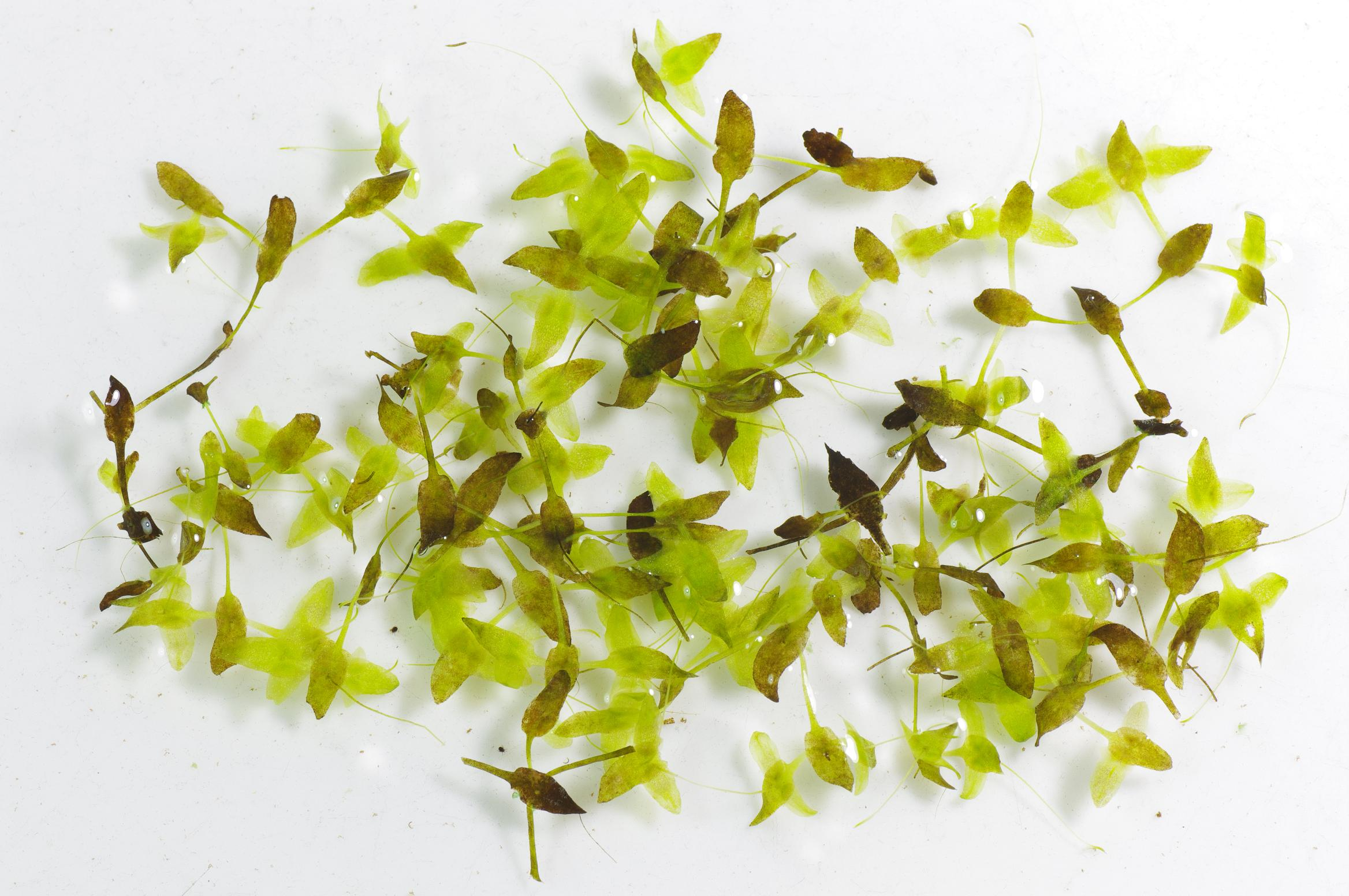
Lemna trisulca

Lemna est un genre de plantes aquatiques flottantes qui appartient à la famille des Lemnaceae selon la classification classique ou à celle des Araceae selon la classification phylogénétique.
C'est un des genres des lentilles d'eau ou lenticules.

## Caractéristiques générales
Ces plantes ont un appareil végétatif très simplifié constituée d'une lamelle verte (fronde) de dimensions réduites (de 5 à 10 mm), généralement ovale, flottant à la surface de l'eau et portant des racines filiformes au-dessous et des fleurs sur le côté.
Elles sont souvent réunies par 3 et forment des populations denses à la surface des eaux douces stagnantes.
Ce sont des plantes vivaces se reproduisant généralement végétativement par bourgeonnement de la lame.
Les fleurs, très simplifiées, sont au nombre de deux ou trois, généralement une fleur pistillée (femelle) et deux fleurs staminées (mâles).
Les fruits indéhiscents contiennent plusieurs graines.

## Usages
Certaines espèces sont utilisées en aquariophilie pour épurer l'eau et/ou créer des zones moins éclairées.
Certaines espèces ont été consommées par le bétail (porcs, poisson d'élevage) ou par l'Homme, comme des légumes, par exemple cuits à la poêle, prenant alors une saveur agréable.
En Pologne, jusqu’au début des années 1900, des lentilles (L. gibba et L. minor) étaient cuites avec du beurre et servie avec de la crème ou des œufs. Elles doivent être récoltées sur des eaux très propres, car comme la plupart des plantes flottantes et aquatiques (comme la petite fougère flottante Azolla notamment), elles peuvent bioaccumuler de nombreux polluants, faisant qu'on peut même les utiliser pour dépolluer certains milieux,,,,.

## Liste d'espèces
- Lemna aequinoctialis Welw.
- Lemna gibba L. - Lentille d'eau bossue
- Lemna minor L. - Petite lentille d'eau
- Lemna minuta Kunth
- Lemna obscura (Austin) Daubs
- Lemna oligorrhiza Kurz
- Lemna perpusilla Torr.
- Lemna trisulca L. - Lentille à trois lobes
- Lemna turionifera Landolt
- Lemna valdiviana Phil.

## Distribution
Le genre Lemna est présent dans tous les continents. Leur présence en grande quantité peut être un signe d'eutrophisation.

## Étymologie
Le nom générique Lemna vient du nom grec qui désignait ce type de plantes.